# Andilly (Charente-Maritime)
Andilly é uma comuna francesa na região administrativa da Nova Aquitânia, no departamento de Charente-Maritime. Estende-se por uma área de 28,63 km². Em 2010 a comuna tinha 2 287 habitantes (densidade: 79,9 hab./km²).